# 子象物語 地上に降りた天使
『子象物語 地上に降りた天使』（こぞうものがたり ちじょうにおりたてんし）は、1986年に公開された東宝製作の日本映画。

## あらすじ
昭和15年、東京富士見動物園で象のサクラがハナ子を生んだ。ハナ子は小学生達のアイドルとして成長して行くが、第二次世界大戦に突入すると軍から五大都市圏の動物園に猛獣殺害処分命令が下る。裏技として地方の動物園に引き取りを依頼し長野県の動物園が引き受ける事になるが、軍は移送を認めない。そんな中、軍に極秘裏に疎開させようとする。
飼育員の田辺正太と軍の担当者の秋元圭司は同級生であり、その秋元の婚約者である木暮幸子は軍によって音楽の道を閉ざされた人物。それらの人物の葛藤を含んで物語は進んでいく。

## 製作スタッフ
- 監督： 木下亮
- 助監督： 三好邦夫
- 製作者： 大西良昌・新坂純一
- 脚本： 山田信夫
- 配給： 東宝（1986年）
- 撮影： 安藤庄平
- 美術:　村木与四郎
- 編集： 黒岩義民
- 録音： 近田進
- スチル： 石月美徳
- 照明： 大澤暉男
- 音楽： 羽田健太郎
- 主題歌： 『地上に降りた天使』/水谷麻里
- 製作協力： 小学館、バンダイ、すかいらーく、東洋水産、かじやまグループ、日本生命、大井川鉄道

## キャスト
- 田辺正太 （東京富士見動物園飼育係）/ 田辺太郎（現代編における正太の息子。同じく東京富士見動物園飼育係）： 武田鉄矢
- 木暮幸子（秋元の婚約者。ピアニスト）： 遥くらら
- 田辺節子（正太の妻）： 萩尾みどり
- 栗田麻里子（栗田園長の娘）： 水谷麻里
- 百代（正太の母）： 大山のぶ代
- 早川秀男： 河原崎長一郎
- 横山菊男（秋元のサイドカーの運転兵。陸軍軍曹）： 三上寛
- 大島源治： 石井章雄
- 斎藤清： 三谷昇
- 村上政弘： 神山繁
- 高橋彰一（東京富士見動物園園長）： 名古屋章
- 参謀総長： 目黒祐樹
- 栗田宏（長野動物園園長）： 大滝秀治
- 秋元圭司（東部軍参謀→松本歩兵第50連隊大隊長。陸軍少佐。）： 永島敏行

## その他
1984年、この映画での象の出演依頼を受けた湘南動物プロダクション（現：市原ぞうの国）経営者の当時11歳だった息子・坂本哲夢がテレビ番組のタイアップもあり、この映画の象の出演に向けた象使い育成のため、タイの「チェンダーオゾウ訓練センター」に初の外国人訓練生として短期留学。翌年、本格的に修行留学を行い、日本人初の象使いとして撮影に臨んだ。
後に彼は交通事故で亡くなったが、その人生は『星になった少年』のタイトルで映画化されている。
象を輸送するシーンは、静岡県の大井川鐵道の100%協力で行われた。